# Kampania o Hunzę i Nagir
Kampania o Hunzę i Nagir (ang. Hunza-Nagar Campaign lub Hunza-Nagar Expedition, w piśmiennictwie pakistańskim Anglo-Brusho lub Anglo-Burusho War, Anglo-Nagar War, nazwa miejscowa Jangir-e-Lae lub Jangir-e-Lay-e-Jang) – operacja wojskowa w listopadzie i grudniu 1891 r. w Dolinie Hunzy podjęta przez oddziały Indii Brytyjskich w celu podporządkowania księstw Hunza i Nagir brytyjskim interesom granicznym i zakończona zwycięstwem strony atakującej oraz włączeniem tych państewek pod kontrolę Imperium Brytyjskiego.

## Tło
Dla Brytyjczyków ostatnie dekady XIX w. oznaczała wzmożenie bojowych i dyplomatycznych wysiłków o ustanowienie korzystnego dla nich układu sił na granicy północno-zachodniej (zwanej też Krwawą Granicą), a w szczególności w północno-zachodniej części Kaszmiru, gdzie spotykały się granice trzech mocarstw: Indii Brytyjskich, Chin i Rosji. Okres rywalizacji między carską Rosją a Imperium Brytyjskim określono już przed połową XIX w. jako Wielką Grę (Great Game). W rozgrywce na pograniczach afgańskim, chińskim i kaszmirskim strategiczne położenie zajmowała Dolina Hunzy, otoczona trudno dostępnymi łańcuchami gór Karakorum, przez które prowadziły od stuleci trasy handlowe karawan i pielgrzymkowe, łączącej Azję Środkową z subkontynentem. Kontrolę nad centralną częścią doliny wzdłuż rzeki Hunza sprawowały niewielkie księstwa Hunzy i Nagiru. Choć formalnie niezależne, oba płaciły od 1841 r. trybuty lenne maharadży Kaszmiru, a ich władcy (zwani tham) deklarowali równocześnie lojalność wobec Chin i słali podarki do Kaszgaru. 
- E.F. Knight, Where Thee Empires Meet (1895)
- A. Durand, Making of a Frontier (1899)
- H.L. Nevill, Campaigns on the North-West Frontier (1912)

## Konflikt

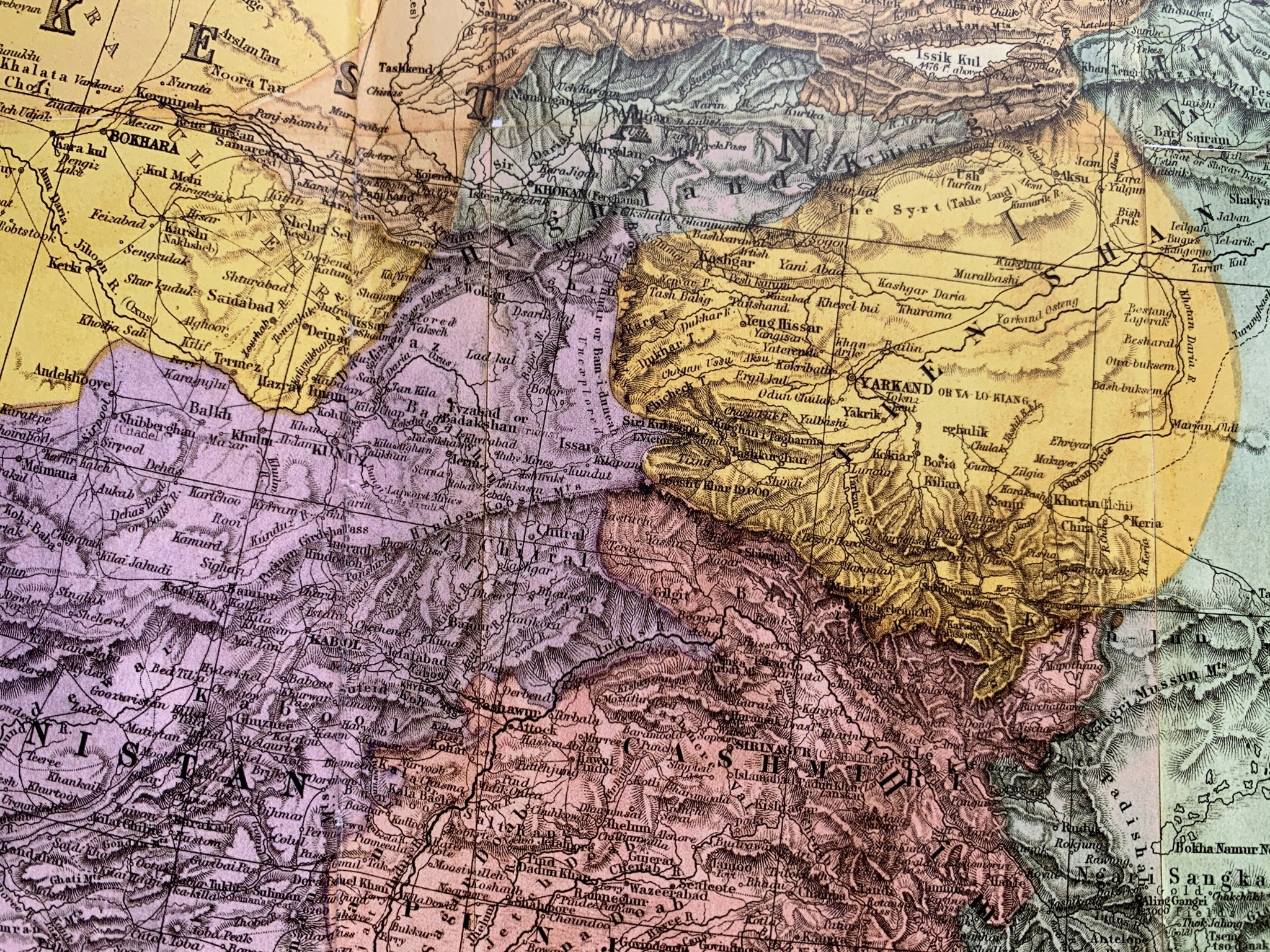
Fragment ang. mapy z 1873 r. przedstawiający odcinek granicy pn.-zach., gdzie stykały się terytoria: Afganistanu (fioletowy), Chin (zielony), Rosji (jasnobrązowy), Turkiestanu (żółty) i Indii Brytyjskich, obejmujących tu Kaszmir (czerwony).

Nawiązanie przez thama Safdara Ali Chana, tuż po objęciu władzy w Hunzie w 1886 r., dobrych relacji z thamem Nagiru Azurem Chanem II (przypieczętowanych ślubem syna Azura Chana z córką Safdara Ali Chana) zostało przez Brytyjczyków zinterpretowane jako utworzenie przez Hunzakuts i Nagarkuts nowego wspólnego frontu przeciwko maharadży (postrzeganym przez thamów jako chciwy i domagający się „podarków”). Ich sojusz w dalszej kolejności mógłby prowadzić do osłabienia kontroli władz kolonialnych nad Gilgitem, sprawowanej w systemie dwuwładzy przez brytyjskiego Political Agent (stojącego na czele Gilgit Agency) razem z reprezentantem maharadży kaszmirskiego (wazīr-i-wazārat), przy czym głos rozstrzygający należał w praktyce do tego pierwszego. Sprawowanie kontroli nad tymi terenami granicznymi w okresie rozstrzygającym o podziale między Rosję, Chiny i Imperium Brytyjskie tamtejszych stref wpływów miało dla tego ostatniego ogromne znaczenie strategiczne. W 1891 r. obaj władcy w Dolinie Hunzy, a szczególnie tham Hunzy, działali przekonani o swojej zdolności stawienia czoła zarówno Rosjanom, jak i Brytyjczykom w utrzymaniu niezależności swoich państewek, a tę wiarę w swą silną pozycję opierali na lennej przynależności do Chin. Brytyjczycy gromadzili kolejne wiadomości o utrzymywaniu przez Safdara Ali Chana równocześnie bezpośrednich kontaktów z rosyjskimi wysłannikami. Thamowie nie dotrzymywali ponadto układu, który w 1889 r. zawarł z nimi Political Agent w Gilgit płk. Algernon Durand, przewidującego, że w zamian za odstąpienie od napadów i rabunków na szlakach handlowych w Dolinie Hunzy (od stuleci Hunzakuts byli postrachem karawan wędrujących z północy na południe przez przełęcze ponad Doliną Hunzy) oraz zgodę na pobyty w dolinie brytyjskich oficerów łącznikowych, wypłacane będzie thamom coroczne „odszkodowanie”. Nie dość, że Hunzukuts nadal łupili karawany i domagali się coraz wyższych pensji, to jeszcze w maju 1891 r. ruszyli zbrojnie przeciw kaszmirskiemu posterunkowi granicznemu w rejonie Chalt, co zresztą nie było wcale pierwszym atakiem Hunzakuts na kaszmirskie forpoczty w Dolinie Hunzy. Powiadomiony o tym płk. Durand wysłał do Chaltu niewielki batalion (200 żołnierzy), który zajął fort w Chalcie jeszcze przed przybyciem Hunzakuts. Ci wycofali się z powrotem w głąb doliny, ale coraz bardziej zaogniony konflikt wymagał radykalnego rozwiązania, tym bardziej że Brytyjczykom wiadomo było o bezpośrednich kontaktach między Hunzą i Nagirem a Rosją i Chinami, tłumaczących ich buńczuczną postawę wobec Brytyjczyków. Jej wyrazem było m.in. powiadomienie przez thama Hunzy we wrześniu agenta brytyjskiego w Gilgit o tym, że nie zezwala ani na budowę drogi w stronę Hunzy, ani na obecność brytyjskich posłańców w drodze przez dolinę.

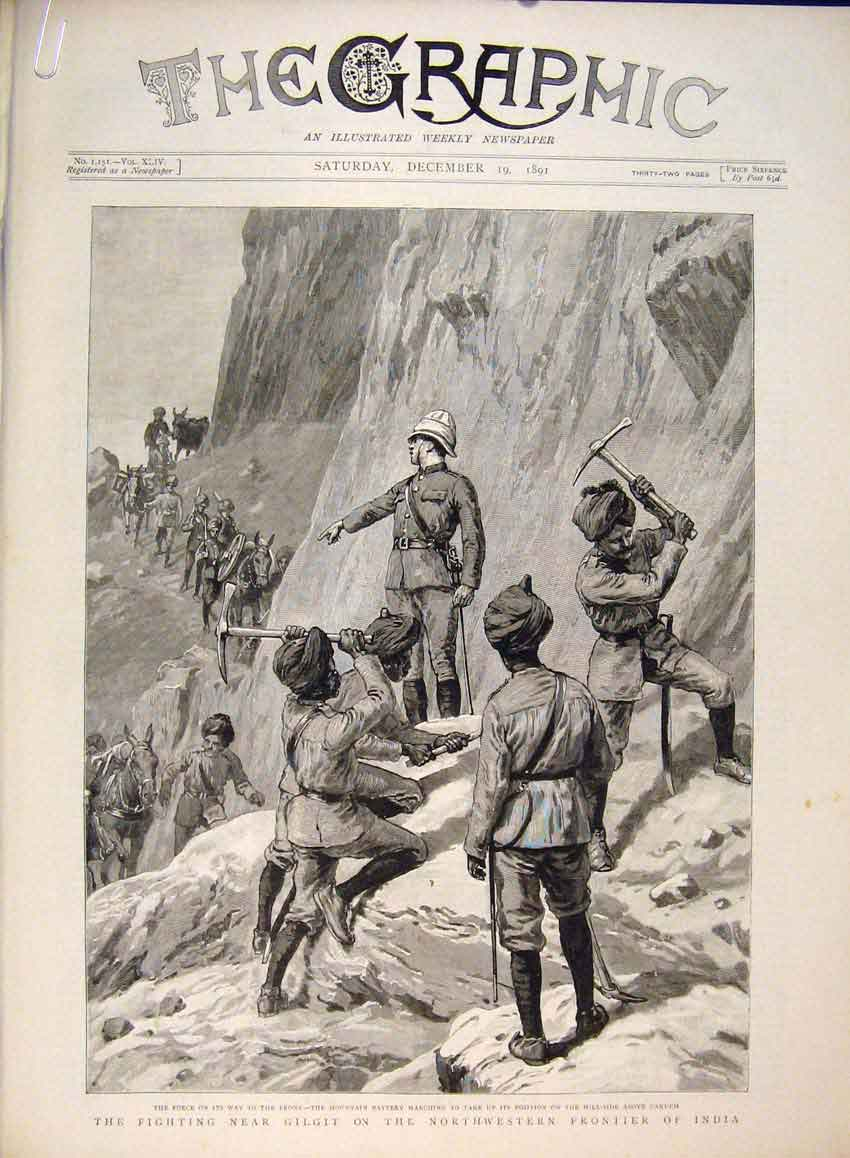
Rycina „Fighting near Gilgit” zdobiła pierwszą stronę grudniowego wydania bryt. tygodnika ilustrowanego „The Graphic” w 1891.
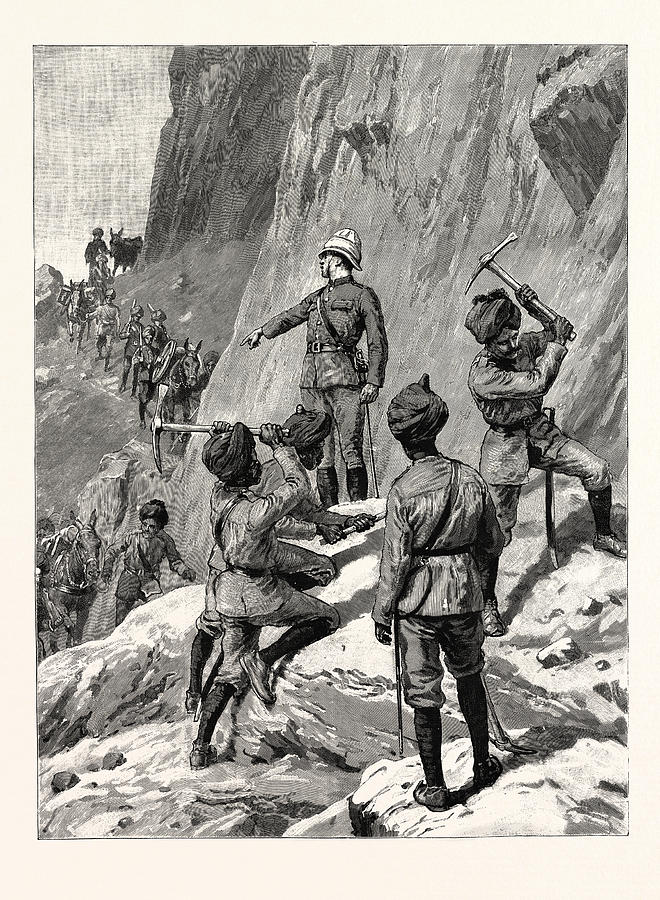
W drodze z twierdzy Nilt ku twierdzom w Nagir konieczne było wyrąbywanie i umacnianie drogi w wąwozie rzeki Hunza.
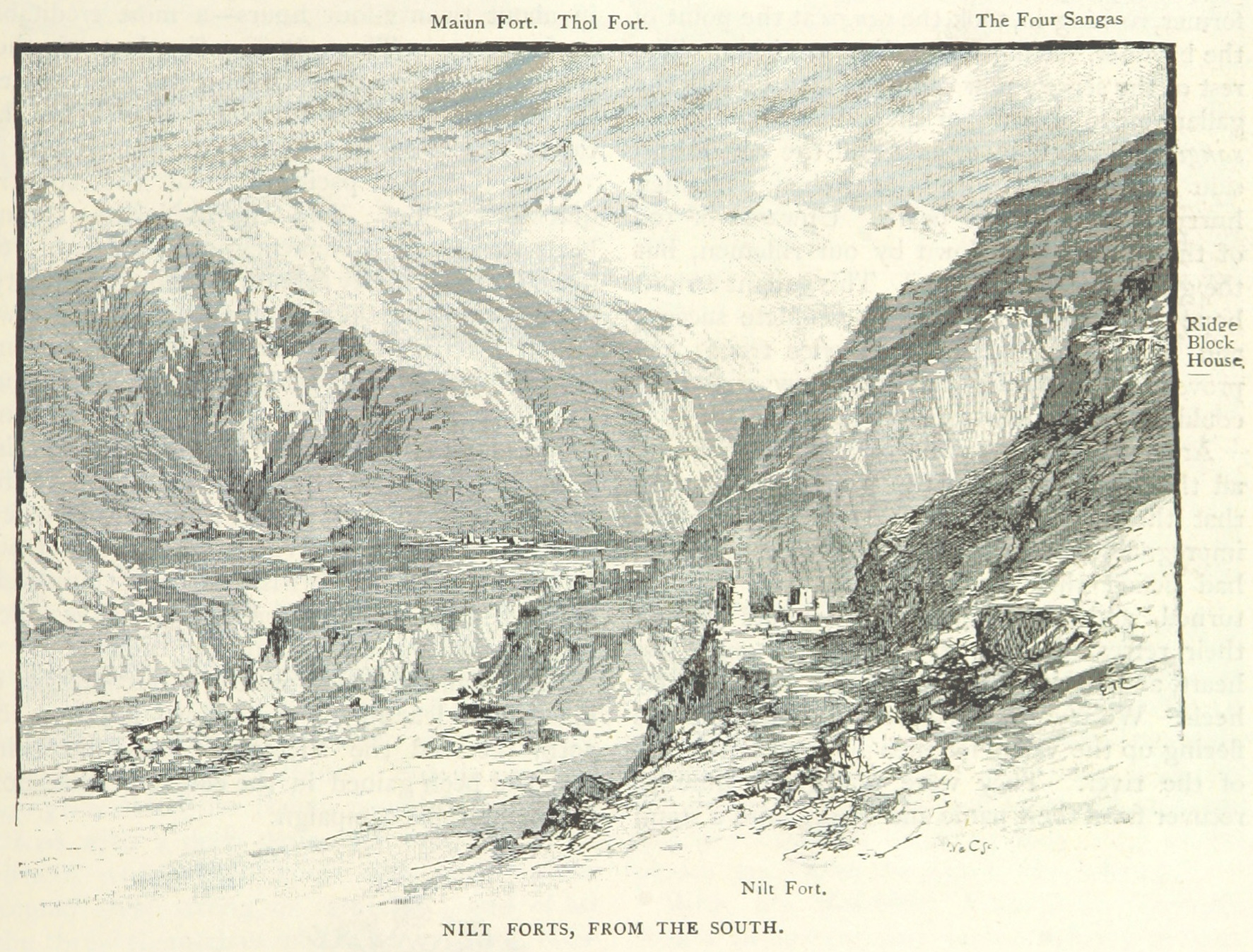
Środkowa część Doliny Hunzy: położone na wzniesieniach nad urwistymi brzegami rzeki Hunzy wioski Nilt, Thol i Maiun, o które toczyła się gł. bitwa kampanii o Hunzę i Nagir.

## Bitwa
Trudno dostępne położenie księstw Hunzy i Nagiru, sprzyjające samoobronie, okazało się teraz mniej korzystne, gdyż thamowie nie wiedzieli, że przez całe lato i wczesną jesień w Gilgit i niższych partiach doliny miały miejsce przygotowania do akcji wojskowej, mającej na celu podporządkowanie militarne księstw Koronie. Wzmocniono stan jednostki stacjonującej w Gilgit zarówno pod względem ilości żołnierzy, jak i wyposażenia. W połowie listopada przystąpiono do przygotowań do budowy drogi, by wkrótce dowiedzieć się, że siły z Hunzy zajęły umocnioną wioskę Maium, a te z Nagiru wioskę Nilt. Na przedstawione thamom ultimatum, domagające się zarówno utrzymania warunków wcześniejszego układu, jak i umożliwienia budowy drogi łączącej Gilgit z centralną częścią doliny, Brytyjczycy otrzymali w ostatnich dniach listopada odpowiedź sformułowaną w bojowym duchu („bellicose spirit”). Nie pozostawiało to im wyboru. Marszem ok. tysięcznego oddziału (zakładano, że wspólne siły Hunzy i Nagiru osiągną ok. 5 tys. zdolnych do walki mężczyzn), rozpoczęto ofensywę pod dowództwem płk. Duranda. Dodatkowo ok. tysiącem żołnierzy obsadzono stanowiska w Gilgit i wzdłuż całej trasy marszu w celach obronnych i komunikacyjnych. Postępując terenem na lewym brzegu Hunzy, co niejednokrotnie wymagało pokonywania ogromnych trudności terenowych, dotarto do ufortyfikowanej wioski Nilt na terenie Nagiru. Zdobyto ją po zaciekłym oporze 2 grudnia kosztem sześciu zabitych i 30 rannych. Wśród nich był też Durand, który przekazał dowództwo kpt. L.J.E. Bradshawowi. Większość Nagarkuts uciekła do Hunzy, wielu zginęło, wzięto też jeńców. Na następny dzień, podczas prac przy naprawie drogi, Brytyjczycy znaleźli się pod tak ciężkim obstrzałem z flank Tholu, że dalszych prac zaprzestano. Twierdze w głębi doliny: Maiun po drugiej stronie rzeki i Thol na stronie nagirskiej, przedstawiały się jako znacznie trudniejsze do zdobycia tak ze względu na ich obronne umocnienia, jak i położenie w widłach rwących rzek. Obsadę Tholu oceniano na ok. 400 dobrze uzbrojonych mężczyzn, a jej fortyfikacje (także naturalne) na wymagające dłuższego oblężenia. Pierwsza próba zdobycia Tholu, podjęta 8 grudnia, nie powiodła się. Emisariusze z Hunzy zaproponowali negocjacje, pod warunkiem jednak, że Brytyjczycy wycofają ultimatum, ale ofertę tę odrzucono. Po kolejnym tygodniu rekonesansów, przegrupowań, sypania redanów i wymiany strzałów, a także nieudanym ataku na fort Maiun, w nocy z 19 na 20 grudnia podjęto przygotowaną dokładnie ofensywę, w trakcie której zdobyto fortyfikacje Tholu i wdarto się do wioski. Po trudnej walce pojmano uciekających Nagarkuts, wielu z nich zostało zabitych, reszta uciekła w górę doliny. Ruszono za nimi w pościg i wkrótce 92 Hunzakuts dobrowolnie oddało się w ręce Brytyjczyków. W sumie tego dnia pojmano 115 walczących po stronie Hunzy i Nagiru, straty po stronie brytyjskiej to czterech rannych. Nazajutrz ruszono dalej w głąb doliny, nie napotykając oporu. Wkrótce przyjęto kapitulację pozostałych Hunzakuts, a także thama Nagiru. Jak się okazało, władca Hunzy tham Safdar Ali wraz z 400 towarzyszami i kosztownościami, jakie tylko zdołali unieść, uciekli w stronę przełęczy Kilik i chińskiej granicy, pozostawiając swoich poddanych własnemu losowi. Ruszono co prawda za nim w pościg, ale zaprzestano go na chińskiej granicy. Rebelię w Dolinie Hunzy uznano za skutecznie stłumioną.

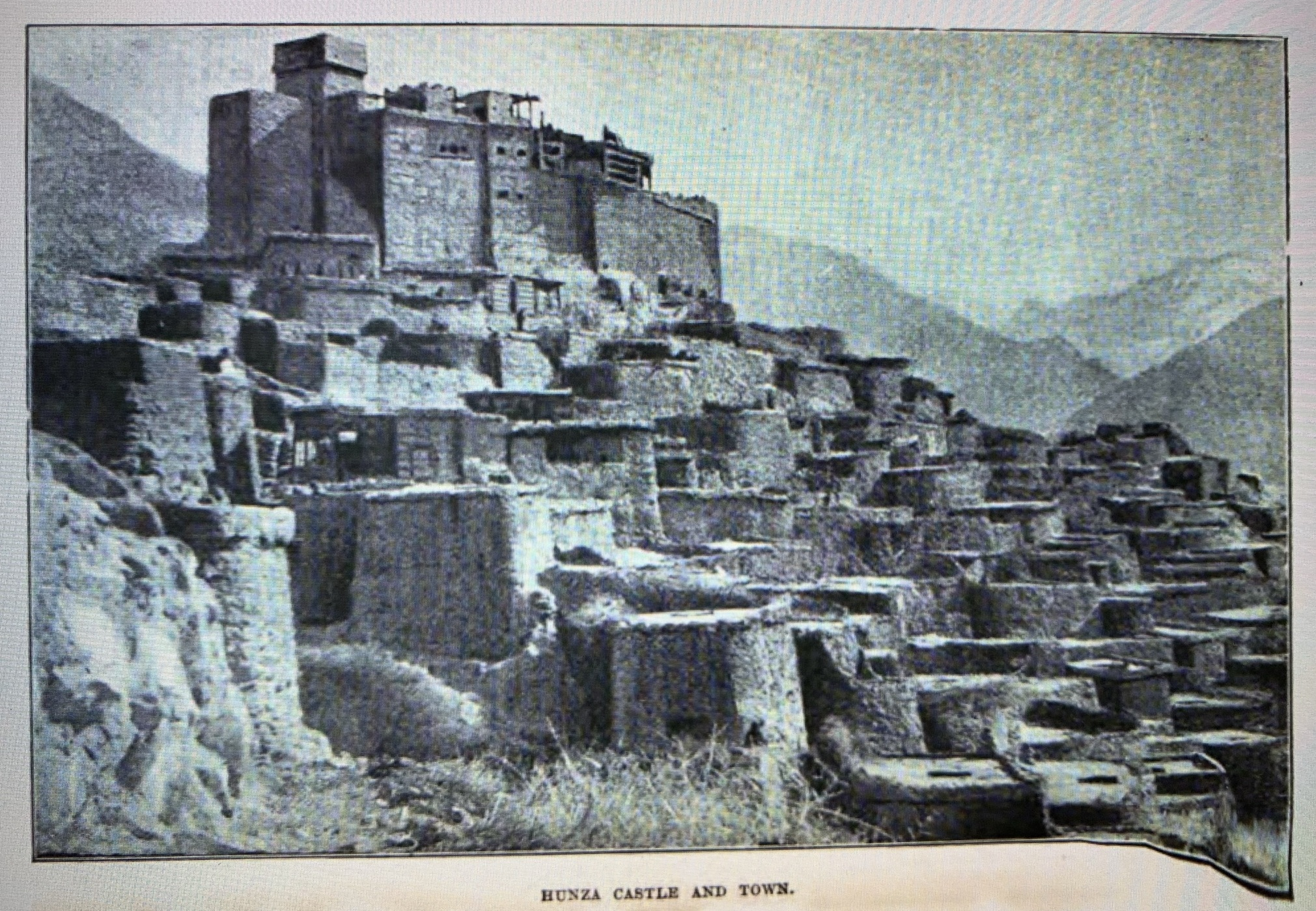
Baltit Fort na wzniesieniu ponad ufortyfikowaną wioską (khan) Baltit na rycinie z dzieła E.F. Knighta Where Three Empires Meet (1897)

## Następstwa
Thama Nagiru, Zafara Chan, który od początku był niechętny zbrojnej konfrontacji, przywrócono do godności władcy jego księstwa, ale był on tak schorowany, że w jego imieniu (i za zgodą urzędników Gilgit Agency) rządził właściwe jego syn Sikandar Chan. W Hunzie władzę objął Nazim Chan, przyrodni brat zbiegłego thama, a podstawą do oficjalnego odebrania władzy Safdarowi Ali była znaleziona w jego siedzibie (Baltit Fort) korespondencja z chińskimi i rosyjskimi władzami. Oba księstwa poddano maharadży Kaszmiru, a tym samym znalazły się pod rządami pośrednimi Imperium Brytyjskiego, zachowując jednakowoż pełnię swobody w stanowieniu o swoich sprawach wewnętrznych. Skomplikowane relacje z Chinami, które uważały Hunzę za swoje terytorium zależne (dependency), rozwiązano polubownie, zezwalając na dalsze płacenie przez księstwo Hunzy trybutów (bez jakichkolwiek intencji lub konsekwencji politycznych) w zamian za mianowanie brytyjskiego konsula w Kaszgarze i przyznanie Brytyjczykom takich samych przywilejów handlowych, jakimi cieszyła się Rosja. Przez niemal dwa lata, od sierpnia 1892 do późnej jesieni 1894, sytuację w Hunzie kontrolowała mała kompania Gurkhów i wyznaczony specjalnie do tego celu oficer polityczny (political officer), którą to funkcję powierzono F.E. Younghusbandowi. Włączenie Doliny Hunzy pod zwierzchnictwo maharadży Kaszmiru, a tym samym Indii Brytyjskich, pozwoliło skonsolidować także ten odcinek ich granic wzdłuż głównego grzbietu od zach. Karakorum po Pamir i Hindukusz. Hunza i Nagir do końca swego istnienia – w ramach Indii Brytyjskich do 1947 r., a jako księstwa na terenie Pakistanu do 1974 r. – nie były ani razu miejscem buntu czy innej otwartej rebelii.
Safdar Ali, zbiegły tham Hunzy, nie był chętnie widzianym gościem w Chinach, ale tolerowanym ze względu na niewielkie posiadłości ziemskie (ǰagīr) w Kuchar w chińskim Turkiestanie. Mimo próśb do władz brytyjskich i podobnych zabiegów nigdy nie powrócił do Hunzy, a resztę życia przeżył w postępującym niedostatku, praktycznie uwięziony w Kuchar, gdzie zmarł w marcu 1931 r. Nazim Chan rządził Hunzą do 1938 r.